# Физбой
Физбой — состязание учащихся учреждений среднего общего, высшего или профессионального образования, требующее от участников умения решать физические задачи и защищать своё решение перед критически настроенной аудиторией. В отличие от предметных олимпиад, предполагает тесный контакт участников во время защиты решений.
Является завершающей и одной из главных частей турнира юных физиков.

## Правила физбоя

### Подготовка физбоя
В одном физбою обычно соревнуются 3—4 команды.

#### Жеребьевка
Капитаны команд получают задание, напрямую или косвенно связанное с физикой, довольно часто имеющее шуточный характер (оценить вес ведущего, дальше всего пустить бумажный самолёт). По качеству и времени выполнения задания команды получают право выбрать места в турнирной таблице.

#### Турнирная таблица
Для 3 команд:
| № | Раунд 1       | Раунд 2       | Раунд 3       |
| 1 | Доклад        | Рецензия      | Оппонирование |
| 2 | Оппонирование | Доклад        | Рецензия      |
| 3 | Рецензия      | Оппонирование | Доклад        |

Для 4 команд:
| № | Раунд 1       | Раунд 2       | Раунд 3       | Раунд 4       |
| 1 | Доклад        | Наблюдатель   | Рецензия      | Оппонирование |
| 2 | Оппонирование | Доклад        | Наблюдатель   | Рецензия      |
| 3 | Рецензия      | Оппонирование | Доклад        | Наблюдатель   |
| 4 | Наблюдатель   | Рецензия      | Оппонирование | Доклад        |

### Структура раунда
1. Вызов командой оппонента команды докладчика. Команда оппонента предлагает команде докладчика задачу для доклада, последние могут воспользоваться определённым числом тактических отказов и определенным количеством "вечных" отказов. Тактический отказ даёт право докладчику не докладывать задачу в текущем раунде, "вечный" отказ позволяет не докладывать задачу на протяжении всей игры (или всего турнира). После исчерпания лимита отказов последующие наказываются уменьшением коэффициента оценки докладчика, изначально равного трём, на 0.2 за каждый отказ, но так, чтоб коэффициент не был меньше двух.
2. Подготовка к докладу
3. Доклад (демонстрация своего решения предложенной задачи за определенное время)
4. Уточняющие вопросы и подготовка оппонента
5. Выступление оппонента (в форме монолога отмечает плюсы и минусы доклада, не рассказывая о своем решении, задает уточняющие вопросы по задаче)
6. Полемика докладчика и оппонента (диалог дискуссионного характера)
7. Уточняющие вопросы рецензента (и докладчику, и оппоненту)
8. Рецензия (в форме монолога отмечает плюсы и минусы доклада и оппонирования)
9. Общая полемика
10. Полемика команд (высказываться могут все члены команд)
11. Вопросы жюри (по их желанию)

### Оценивание

#### Оценки жюри
Каждый из членов жюри ставит оценку от 1 до 10 баллов докладчику, оппоненту и рецензенту. Затем находится средняя оценка за доклад, оппонирование и рецензию (отдельно). В зависимости от количества членов жюри и регламента может не учитываться только наименьшая, наименьшая и наибольшая, две наименьших и две наибольших оценки за доклад, оппонирование и рецензию (отдельно).

#### Выставление в турнирную таблицу
Команда наблюдателя получает ноль.

Рецензент получает в свою среднюю оценку.

Оппонент получает удвоенную среднюю оценку за оппонирование.

Докладчик получает среднюю оценку за доклад, умноженную на коэффициент от 3 до 2.

### Итоги боя
В конце боя суммируются все оценки каждой команды. Побеждает команда с наибольшей суммой баллов.

## Турниры, частью которых является физбой
1. Турнир юных физиков
2. International Young Physicists Tournament
3. Международный турнир физиков, а также его национальные и университетские этапы: Всероссийский студенческий турнир физиков, Всеукраинский студенческий турнир физиков, Студенческий турнир физиков МФТИ и т.д.
4. Турнир Юных Физиков Экологов "Цветные стекла" https://web.archive.org/web/20120924025341/http://www.cvetnie-stekla.com/
5. Уральский физический турнир https://web.archive.org/web/20140222163801/http://lyceum.urfu.ru/contest/?id=3